# Kristianstad Predators
I Kristianstad Predators sono una squadra di football americano di Kristianstad, in Svezia; fondati nel 2004, hanno vinto 4 titoli di secondo livello.

## Dettaglio stagioni

### Tornei nazionali

#### Campionato

##### Superserien
| Stagione | regular season | regular season | regular season | regular season | regular season | regular season | playoff | playoff | playoff | playoff | playoff | playoff   | playoff    |
|          | Vin            | Par            | Per            | Tot            | PF             | PS             | Vin     | Per     | Tot     | PF      | PS      | risultato | avversaria |
| -------- | -------------- | -------------- | -------------- | -------------- | -------------- | -------------- | ------- | ------- | ------- | ------- | ------- | --------- | ---------- |
| 2015     | 4              | 0              | 6              | 10             | 324            | 286            | -       | -       | -       | -       | -       | -         | -          |
| Totale   | 4              | 0              | 6              | 10             | 324            | 286            | -       | -       | -       | -       | -       |           |            |

Fonti: Enciclopedia del Football - A cura di Roberto Mezzetti

##### Division 1
| Stagione | regular season | regular season | regular season | regular season | regular season | regular season | playoff | playoff | playoff | playoff | playoff | playoff     | playoff                |
|          | Vin            | Par            | Per            | Tot            | PF             | PS             | Vin     | Per     | Tot     | PF      | PS      | risultato   | avversaria             |
| -------- | -------------- | -------------- | -------------- | -------------- | -------------- | -------------- | ------- | ------- | ------- | ------- | ------- | ----------- | ---------------------- |
| 2017     | 5              | 0              | 1              | 6              | 282            | 21             | 1       | 1       | 2       | 49      | 78      | Semifinale  | STU Northside Bulls    |
| 2018     | 4              | 0              | 2              | 6              | 161            | 73             | 0       | 1       | 1       | 7       | 45      | Wild Card   | Limhamn Griffins       |
| 2019     | 6              | 0              | 0              | 6              | 239            | 25             | 3       | 0       | 3       | 169     | 32      | Campioni    | Arlanda Jets           |
| 2020     | 4              | 0              | 0              | 4              | 175            | 80             | 1       | 0       | 1       | 34      | 28      | Co-campioni | AIK Amerikansk Fotboll |
| 2021     | 3              | 2              | 1              | 6              | 188            | 154            | 0       | 1       | 1       | 28      | 35      | Semifinale  | Arlanda Jets           |
| 2022     | 3              | 1              | 4              | 8              | 184            | 167            | -       | -       | -       | -       | -       | -           | -                      |
| Totale   | 25             | 3              | 8              | 36             | 1229           | 520            | 5       | 3       | 8       | 287     | 218     |             |                        |

Fonti: Enciclopedia del Football - A cura di Roberto Mezzetti

##### Division 1 för damer (secondo livello)
| Stagione | regular season | regular season | regular season | regular season | regular season | regular season | playoff | playoff | playoff | playoff | playoff | playoff   | playoff    |
|          | Vin            | Par            | Per            | Tot            | PF             | PS             | Vin     | Per     | Tot     | PF      | PS      | risultato | avversaria |
| -------- | -------------- | -------------- | -------------- | -------------- | -------------- | -------------- | ------- | ------- | ------- | ------- | ------- | --------- | ---------- |
| 2019     | 2              | 0              | 3              | 5              | 63             | 74             | -       | -       | -       | -       | -       | -         | -          |
| 2020     | 0              | 0              | 4              | 4              | 34             | 126            | -       | -       | -       | -       | -       | -         | -          |
| Totale   | 2              | 0              | 7              | 9              | 97             | 200            | -       | -       | -       | -       | -       |           |            |

Fonti: Enciclopedia del Football - A cura di Roberto Mezzetti

### Riepilogo fasi finali disputate
| Anno              | Luogo        | Evento                | Fase del torneo | Incontro                                        | Risultato |
| 2017              |              | Division 1 för herrar | Semifinale      | STU Northside Bulls - Kristianstad Predators    | 59 - 29   |
| 19 agosto 2018    | Kristianstad | Division 1 för herrar | Wild Card       | Kristianstad Predators - Limhamn Griffins       | 7 - 45    |
| 6 luglio 2019     | Borås        | Division 1 för herrar | Finale          | Kristianstad Predators - Arlanda Jets           | 54 - 26   |
| 11 ottobre 2020   |              | Division 1 för herrar | Playoff         | Kristianstad Predators - AIK Amerikansk Fotboll | 34 - 28   |
| 26 settembre 2021 | Kristianstad | Division 1 för herrar | Semifinale      | Kristianstad Predators - Arlanda Jets           | 28 - 35   |

## Palmarès
- 4 Campionati svedesi di secondo livello (2011[1], 2012, 2019, 2020[1])